# RPM (časopis)
RPM je kanadski glazbeni časopis u kojem su objavljivane liste najboljih pjesama i albuma. Časopis se počeo objavljivati 1964. a pokrenuo ga je Walt Grealis sa Stanom Kleesom. Posljednji je put objavljen u studenome 2000.
RMP je bila skraćenica za "Records, Promotion, Music" (snimke, promocija, glazba). Kroz povijest je znao mijenjati ime iz RMP Weekly u RMP Magazine i nazad. Časopis je imao sljedeće liste singlove: Top Singles (svi žanrovi), Adult Comtemporary i Country Tracks (za country glazbu).

## Vidjeti
- Canadian Singles Chart
- Canadian Hot 100

## Vanjske poveznice
- RPM povijest  Arhivirana inačica izvorne stranice od 1. travnja 2020. (Wayback Machine)
- Library and Archives Canada: "The RPM Story"  Arhivirana inačica izvorne stranice od 5. lipnja 2012. (Wayback Machine)
- "The RPM Legacy"[neaktivna poveznica]
- The Canadian Encyclopedia: RPM  Arhivirana inačica izvorne stranice od 26. travnja 2009. (Wayback Machine)
- RPM stranica  Arhivirana inačica izvorne stranice od 13. kolovoza 2006. (Wayback Machine)